# 스타우트 스캐럽

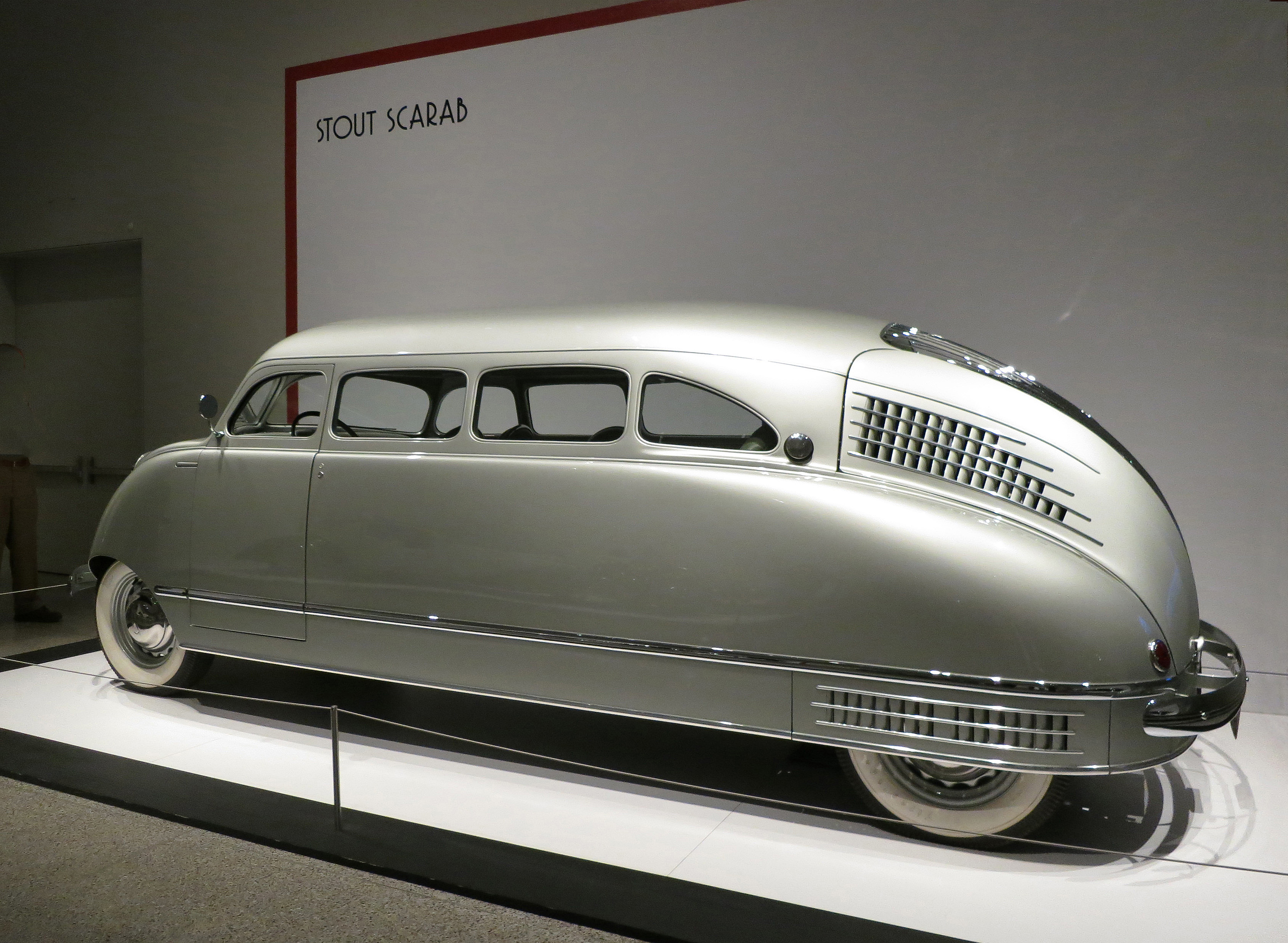

스타우트 스캐럽(영어: Stout Scarab)은 1930년대에서 1940년대까지 생산된 미국의 미니밴이다. 윌리엄 부시넬 스타우트가 설계하여 디트로이트의 스타우트사에서 생산했다.
여러가지로 혁신적인 차량으로, 이름 그대로 풍뎅이(스카라베)를 연상시키는 땅딸막한 유선형 차체가 특징적이다. 세계 최초의 양산형 미니밴이며 동시에 1946년의 실험형 스캐럽은 세계 최초로 섬유유리 차체와 공기 현가장치를 도입한 차량이었다.

## 같이 보기
- 유선형 차량